# Voltzia
La voltzia (gen. Voltzia) è una pianta estinta appartenente alle conifere. Visse nel Triassico inferiore e medio (248 - 235 milioni di anni fa) e i suoi resti sono stati ritrovati principalmente in Europa.

## Descrizione
Questa pianta doveva essere piuttosto simile alle conifere attuali, in particolare ai cipressi. Le foglie di Voltzia presentavano due tipi morfologici distinti. Il cono maschile era un asse spiralato in cui erano presenti le celle del polline, mentre i coni femminili possedevano tre ovuli anatropi, posti su cinque scaglie fuse e appiattite. Questa struttura rappresenta un passo in avanti rispetto a quella delle conifere più primitive come Walchia, e anticipa la successiva fusione e semplificazione del cono femminile che si riscontra nelle conifere attuali.

## Classificazione
La voltzia dà il nome a un ordine (Voltziales) di conifere primitive, a volte considerato un sottordine delle Coniferales vere e proprie. Sono note numerose specie di Voltzia, tra cui Voltzia heterophylla. In anni recenti sono state descritte nuove specie provenienti dalle Alpi trentine (V. ladinica e V. dolomitica). Tra le voltziali più note, da ricordare anche Ullmannia e la primitiva Walchia.

## Habitat

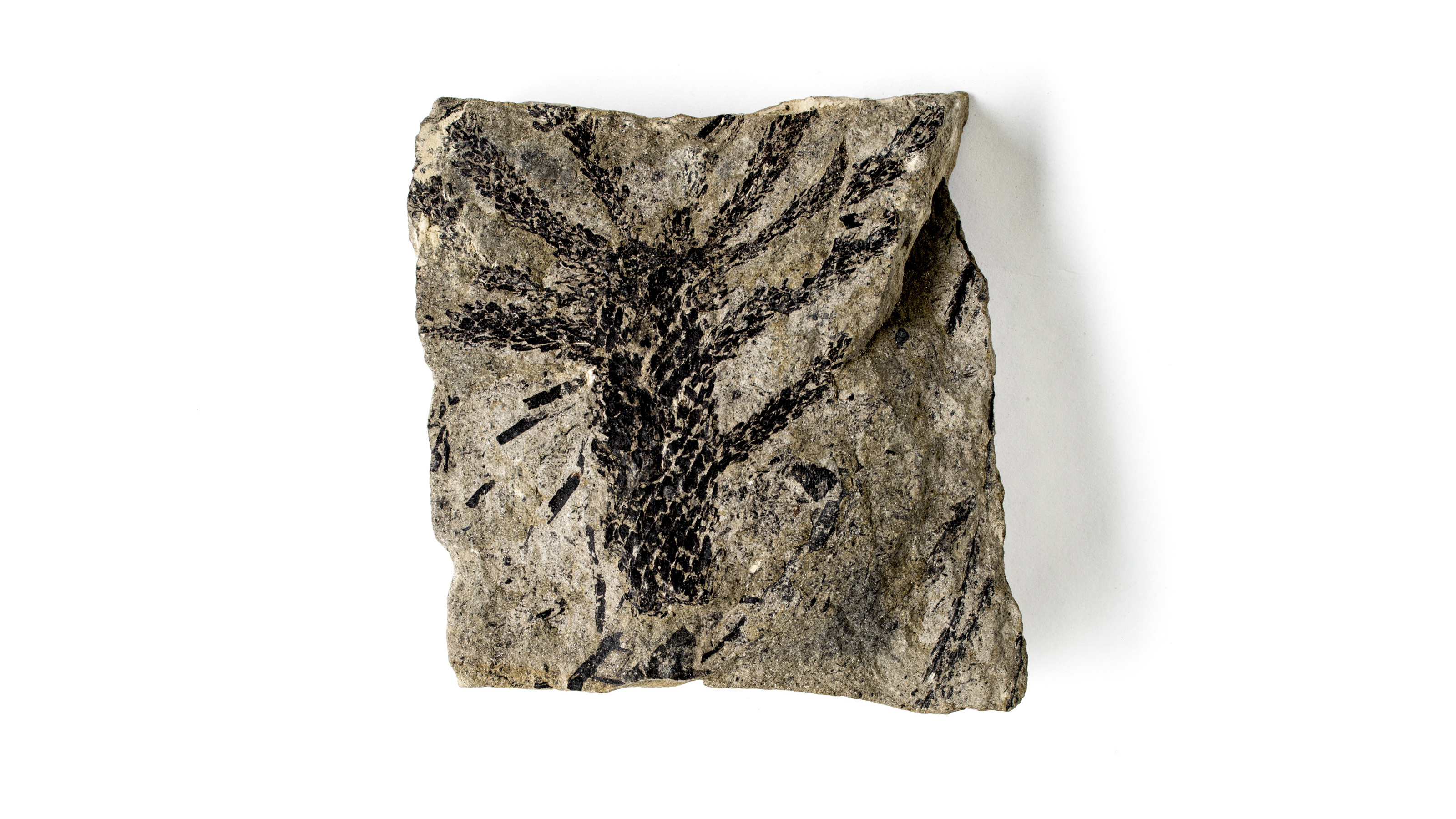
Fossile di Voltzia sp. al MUSE di Trento

In alcune località i fossili di voltzia sono talmente comuni che gli strati che li contengono sono denominati "strati a Voltzia" ("Grès a Voltzia" in francese), proprio per i numerosissimi fossili di fronde e strobili. Questi strati, risalenti all'Anisico inferiore, si formarono in aree deltizie, in ambienti di transizione tra il rivierasco e il terrestre. Le condizioni climatiche meno aride rispetto alle aree circostanti favorirono la sopravvivenza di piante e animali; gli "strati a Voltzia" rappresentano un credibile modello del tipo di ambiente che potrebbe aver offerto un rifugio per le comunità biologiche terrestri durante l'estinzione di massa del Permiano - Triassico e nei successivi milioni di anni. Nella Formazione di Besano (Lombardia) e al Monte San Giorgio (Svizzera) compaiono invece singoli esemplari di Voltzia, depositatisi sui fondali di una laguna marina nel Triassico medio.

## Origine del nome
La voltzia trae il suo nome da quello del mineralogista francese Philippe-Louis Voltz.